# Дачне (Вакулівська сільська громада)
Дачне (до 2016 — Ле́ніна) — село в Україні, у Вакулівській сільській громаді Криворізького району Дніпропетровської області. Населення — 31 мешканець.

## Географія
Село Дачне розміщене на лівому березі річки Жовтенька, вище за течією на відстані 1 км розташоване село Мар'ївка, нижче за течією на відстані 1,5 км розташоване село Новоолексіївка, на протилежному березі — село Калашники. Через село проходить автомобільна дорога Т 0419.

## Населення

### Мова
Розподіл населення за рідною мовою за даними перепису 2001 року:
| Мова       | Кількість | Відсоток |
| ---------- | --------- | -------- |
| українська | 30        | 96.77%   |
| російська  | 1         | 3.23%    |
| Усього     | 31        | 100%     |

## Інтернет-посилання
- Погода в селі [Архівовано 21 грудня 2011 у Wayback Machine.]

1. ↑  Рідні мови в об'єднаних територіальних громадах України — Український центр суспільних даних